# 明显陵
明显陵，是明世宗朱厚熜的生父睿宗献皇帝朱祐杬及生母慈孝獻皇后蒋氏的合葬陵寝，是中国明代帝陵中最大的单体陵墓。
明显陵是明嘉靖时期“大礼议”的产物，由于其特殊的历史背景，在规划布局和建筑手法上与其他帝王陵寝相比，有其独特之处。陵寝结构为“一陵两冢”，金瓶形的外罗城、九曲回环的御河、龙形神道和圆形内外明塘等，都是明代帝王陵寝中绝无仅有的。

## 地理位置
明显陵位于今中华人民共和国湖北省荆门市钟祥市城东北7.5公里的松林山（纯德山）。占地面积183.13公顷，整个陵园外罗城周长3600余米，由30余处规模宏大的建筑群组成。

## 历史
朱祐杬为明宪宗第四子，因长子、次子早夭，伦序为次子，並于成化二十三年（1487年）封为兴王。弘治七年（1494年）就藩湖广安陆州。正德十四年（1519年）逝世，葬在安陆州城外的松林山。
正德十六年（1521年），兴献王世子朱厚熜（因正在守制，没有即王位，故称世子）继其堂兄明武宗帝位，即明世宗，随后于嘉靖元年（1522年）三月追尊兴献王为帝，并下令将兴献王园寝按帝陵规制进行改建。嘉靖二年（1523年）将陵区建筑黑瓦改为黄琉璃瓦。嘉靖三年三月，将兴献帝之陵定名为显陵。嘉靖六年十二月，“命修建显陵如天寿山七陵之制”，对显陵进行扩建，并亲自撰写显陵碑文。嘉靖七年建成方城明楼，立献皇帝庙号碑，并建红门、碑亭、石像生，共花费白银60万两，先后征用湖广布政司各府州县民夫二万余人。
嘉靖十年二月，明世宗为其父加尊号“恭睿渊仁宽穆纯圣献皇帝”，派成国公朱麟和礼部侍郎严嵩前往显陵祭告，并改松林山为纯德山。
嘉靖十七年（1538年），明世宗生母章圣皇太后蒋氏去世，朱厚熜拟将母亲葬于昌平天寿山陵区，并将父亲梓宫迁至北京，但旋又觉得不妥，“显陵奉藏皇考体魄将二十岁，忍启露于风尘之间，撼摇于途路之远”，遂亲临安陆（已改名为承天府）视察显陵风水。在纯德山视阅后，朱厚熜认为此地风水优于天寿山陵区的大峪山，遂罢迁陵念头。但因显陵是在王陵规制上翻建的，“虽尝增修，犹多未称”，决定再度扩建显陵园区。嘉靖十八年七月，显陵新地宫落成，献皇帝与献皇后梓宫合葬于其中。而朱厚熜在大峪山选定的陵址后来建成昭陵。
1642年，李自成军队攻陷承天，城陷后次日即放火焚毁明显陵地面建筑，并开挖宝顶，但因突然“风雨大作，雷电交加”而终止。清朝时期，曾下令安陆府对明显陵遗址妥善保护。
2000年11月30日被联合国教科文组织列入《世界遗产名录》，2008年4月，明显陵被国家旅游局批准为国家4A级旅游景区。

## 建筑特色

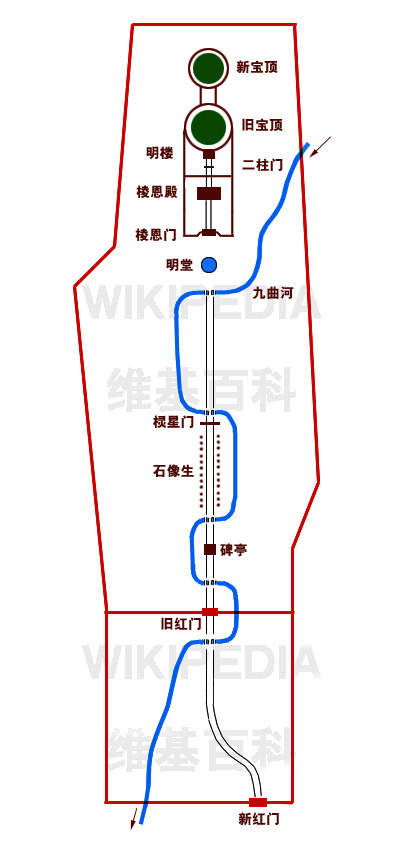
明显陵平面示意

明显陵是由藩王园寝改建为帝陵的，因此在形制上同明朝其他帝陵有许多不同的地方，最主要的三个特征，一是双重宝顶，一是在明楼前设置明堂水，一是在陵区内开挖一条“九曲河”，并设置五处石桥。
兴献王生前笃信道教，因此其陵寝多处显示出道教特色。明显陵陵区外围有一道外罗城，平面呈宝瓶形状。自最南端的新红门入内后即为长达1300多米的神道，过石桥为旧红门，再内为碑亭、石像生、棂星门（龙凤门）。过棂星门后，神道先向西、然后向东作反S形弯曲，如同游龙蜿蜒。过五处石桥中的最后一处后，即可见圆形水塘，因其位于明堂位（正南方），因此又被称为“明堂”或“明堂水”。
明堂水之北为祾恩门（现已不存），原门面阔三间，进深二间，建有月台，前后三出云龙丹陛，门两边有琉璃影壁，影壁正面为绿色琉璃的蟠枝图案，背面为双龙腾跃。祾恩门外原设有神厨、神库、宰牲亭、神宫监等附属建筑。祾恩门之内为祾恩殿，从遗留柱础判断，应为面阔五间，进深四间的建筑，后有抱厦，前为月台。祾恩殿之后为内红门，门内为二柱门和石五供。
明显陵的宝顶有前后两座，中间由瑶台（石砌甬道）相连。前宝顶是在兴献王园寝宝顶的基础上培土增建而成，东西宽112米，南北长125米，前为方城明楼。后宝顶直径为110米，下为地宫，安放睿宗帝后梓宫。环绕宝城的排水孔道有99个汉白玉雕刻的龙头散水，极为壮观。
明显陵虽然在明末被焚毁，但几乎全部石构建筑都得以幸存，木构建筑的宫殿石基、石雕栏杆和螭首散水等构件，以及琉璃琼花和双龙影壁亦保存完好。

## 陵区建筑
建筑物从南至北依次分布如下：
纯德山碑亭：陵墓的最南端置有纯德山碑亭一座，为嘉靖十年（1531年）敕封而建，平面呈方形，前出台阶，亭已毁。汉白玉石碑保存较好，须弥座束腰形，碑首刻篆体“敕封”二字，碑身阳刻楷体“纯德山”三个大字。
敕谕碑亭：纯德山碑东侧天子岗脚下建有敕谕碑亭一座，为嘉靖二十年（1541年）五月，由守备太监付霖请奏而建。平面呈方形，北出台阶，亭已毁。内立龙首龟跌碑保存较好，昂首远眺的大龟坐南朝北，北面碑体风化严重，碑文已不清。南面碑文依稀可见，主要记载陵区的占地范围和“皇庄”收租田亩及管理人员姓名、人数等内容。
下马碑：位于新红门前、敕谕碑北165米处，由汉白玉石雕琢而成，东西两侧各立一块。碑身两面均镌刻有“官员人等至此下马”8个楷体大字。碑身下部四隅各用抱鼓石依戗。
新红门：新红门是进入陵区第一道门户。建于嘉靖十八年（1539年），东依纯德山，西临外明塘，两侧与外罗城相连。单檐歇山顶式建筑，琉璃砖石结构，有三个拱劵式门洞，中高，两侧低，左右各有掖门和门房。
外明塘：建于嘉靖十八年（1539年），位于新红门西侧，东西与外罗城相连接，北面为九曲御河出水口，呈椭圆形。
九曲御河：俗称九曲河。九曲河是陵区主要排水设施，砖石结构，全长1687米，河道宽均4米，上游深约两米，下游深近三米，呈“凵”形垂直墙体。河底由不同形制的青石板或青砖铺底，河道根据高差建有9道拦水坝。进入陵区，沿神道有五道三座并列汉白玉单孔神路桥（简称一号桥、二号桥等），横跨九曲河，中间高两侧低，九曲河左右贯通整个陵园，非常壮观。
旧红门：过一号桥38米处，为旧红门，建于嘉靖三年（1524年）。单檐歇山顶式，琉璃砖石结构，有券门三洞，左右各有掖门和门房。
二号桥：旧红门北沿神路55米处，为二号桥，青石筑成，并列3座单孔石拱桥，栏板、望柱均散落残缺。
睿功圣德碑亭：过2号桥41米处，为睿功圣德碑亭，俗称大碑楼。建成于嘉靖七年（1528年），平面布局为方形，汉白玉石须弥座，下设台基，四边各开有券门，上为重檐歇山顶。2010年修复。正中立龙首龟跌“睿功圣德碑”，碑首有4条高浮雕首尾交盘的蛟龙。碑座是一个昂首远眺的赑屃。2009年复原。
三号桥：御碑亭北沿神路41米处设三号桥，青石筑成，并列三座单孔石拱桥，栏板、望柱均散落残缺。
望柱：跨过三号桥便是陵区最主要的墓饰建筑，迎面两侧为汉白玉华表，亦称望柱。通高6.5米，下为方形基石，上设八棱形须弥座，身饰云气纹，八棱形，头饰云龙纹二层束腰。
石像生群：华表后依次排列着12对石像生群，建于嘉靖六年(1527年)。狮子1对，獬豸1对，骆驼1对，大象1对，麒麟2对，马2对，武将2对，文臣1对，勋臣1对。
石坊：又称棂星门或者龙凤门，是三门六柱四楼冲天式牌楼，坊柱上悬云版，横梁覆莲座，莲座上各雕有一尊朝天犼，正中立火焰宝珠。坊身均仿木制设额枋，花板，抱框，上下设有门簪，坊柱前后夹有抱鼓石，影壁墙下设须弥座，上盖黄色琉璃瓦。
四号桥：从棂星门过便是四号桥，青石筑成，并列三座单孔石拱桥，栏板、望柱均散落残缺。
龙鳞神道：过四号桥是一条长达290米的神道，该神道一反左右对称和通直的原则，作弯曲龙行状，是为“龙形神道”。实际上从下马碑进人陵区的中间御路直通明楼，统称龙鳞神路，全长1368米。
五号桥：龙鳞神道过为五号桥，也是陵内中轴最后一座御桥，汉白玉石筑成，于2002年维修复原。
内明塘：过五号桥，便是内明塘，建于嘉靖六年(1527年)。内明塘为圆圆形，砖石结构，直径33米，内垣5级台阶驳岸，青石压面。四周用彩包鹅卵石镶有云龙图案。
纪瑞文碑亭：在内明塘东侧设有碑亭一座，建于嘉靖十一年（1532年），平面呈方形，西向居中开设券门，前出台阶，亭已毁，碑尚存，须弥座束腰形，碑文已漫漶不清。
纯德山祭告碑亭：在内明塘西侧设有碑亭一座，建于嘉靖十一年(1532年)，平面呈方形，东向居中开设券门，前出台阶，亭已毁，碑尚存，须弥座束腰形，碑文清晰。
祾恩门：内明塘北，为祾恩门，面阔3间，进深2间，建有月台，前后三出陛，上部建筑已毁，台基保存完整，东西与内城连接，砌法三顺一丁。棱恩门两侧均设八字琉璃影壁，正面花心为琉璃琼花图案，背面为双龙戏珠。
东西配殿：棱恩门后为东西配殿及焚帛炉。东西配殿面阔5间，进深2间，前出廊，台基保存完好，地上建筑已毁。焚帛炉仅存基址。
祾恩殿：内城院落中央，有一重檐歇山后抱厦宫殿式建筑。建于嘉靖四年(1525年)，历经多次修建，现仅存基址，面阔5向，进深4间，四周有宽2米的回廊及汉白玉石雕栏板、望柱。须弥座式台基上有全浮雕排水龙头，共60个， 四隅各有螭首4具。前出月台，两隅各有编首2具，台基完好。
陵寝门：祾恩殿后为陵寝门，面阔3间，砖石琉璃结构。现仅存残墙。
二柱门：陵寝门后为二柱门，现仅存石柱，通高6.65米，蹲龙戗鼓，木构无存。
石五供：二柱门后为石五供和供案。前列五供均为残件，后为供案，保存完好。
御赐祭文碑亭：供案东侧有一碑亭，建于明正德十五年(1520年)，亭已毁，现存残墙。亭内立龙首龟趺碑完好，碑身风化严重，碑文残缺。
御赐谥册志文碑亭：供案西侧有一碑亭，建于明正德十五年(1520年)，亭已毁，现存残墙。亭内立龙首龟趺碑完好，碑文较清晰。
方城明楼：供案后为方城明楼，建于嘉靖六年(1527年)，方城面阔、进深均为22.2米。设券门一道，门前有御道礓礤，门券甬道后左右两则均设礓礤，以供至明楼上下。方城台面东、西、南三面为雉堞，北面砌女墙，东西外垣设散水龙头各一具。正中碑楼一座，重檐歇山顶式建筑，四面券门。南向双檐之间悬挂楷体“显陵”二字牌匾。内供圣号碑，须弥座束腰，碑首刻“大明”篆体，碑身镌刻“恭睿献皇帝之陵”7个楷体大字。明楼于1990年复原，圣号碑于1997年维修复原。
前宝城：按城砖题刻，前宝城加建于嘉靖四年(1525年)至嘉靖七年(1528年)。方城两侧连接着前宝城，前宝城呈椭圆形，高为5.5米，东西宽112米，南北长125米。宝城环道宽2米，外侧为雉堞172个，堞垛外垣设散水龙头14具，内侧砌女墙。宝城内为封土宝顶，下为正德十四年( 1519年)所建玄宫。
月牙城：宝顶前挡土墙与方城之间建有月牙城，也称哑巴院。院内建有琉璃影壁一座。于2006年维修复原。
瑶台：建于嘉靖十八年(1539年），连接前后宝城呈哑铃状。瑶台为长方形城台，东西两侧外垣各设置20个雉堞及4具散水龙头。其南北两端为下至宝城内的礓礤。
后宝城：为圆形，直径110米，呈环道。设堞垛170个，外侧有散水龙头16具，内置封土宝顶，宝顶下为嘉靖十八年(1539年）所建地下玄宫，玄宫内停放着恭睿献皇帝和献皇后棺椁。未发掘，保存完好。宝顶前建有月牙城，内有琉璃影壁一座，墙体残存。
外罗城：修建于嘉靖十八年(1539年)，朱红色墙体，琉璃墙帽，史载“周回一千四十七丈五尺又五寸(约合3489米)”，墙高4-6米不等，厚1.6米。 罗城南北两端较窄，宽约300米，中间最大宽度达464米，南北通深1656.5米，呈“金瓶”形状。随山势起伏蜿蜒，沿整个陵园围建。
整个陵区除以上主体建筑外，附属建筑神宫监和神库的遗址已清理。神宫监位于神路中段西侧，居于陵区中部，坐西面东，仅存遗址。神库位于内明塘东侧，部分宫墙保存较好，现为显陵管理处办公地。
根据文献记载除上述建筑之外，还有神厨、奉祀房、宰牲亭、水井亭、礼生乐户值房、巡山铺、朝房、陵户、军户以及罗城外东果园，西菜园、 更铺8处、显陵卫等，尚待发掘清理。

## 文物保护情况
1956年11月15日，作为“鍾祥皇陵”的子项被湖北省人民委员会列为第一批湖北省文物保护单位；1988年1月13日，以“显陵”的名义被中华人民共和国国务院列为第三批全国重点文物保护单位。
其作为文物的保护范围为：东、西、北三面以外罗城为起点，向外延伸150米；南面以外明塘南侧边沿为起点，向外延伸300米。
其作为文物的建设控制地带为：外罗城东西两侧以保护范围界桩为起点，向外延伸500米；外罗城北从保护范围界桩一直向外延伸到“七个大包”（当时修建显陵的工匠埋葬处）以北200米；外罗城南从保护范围界桩向外延伸至“纯德山碑”以南200米。

## 明显陵照片

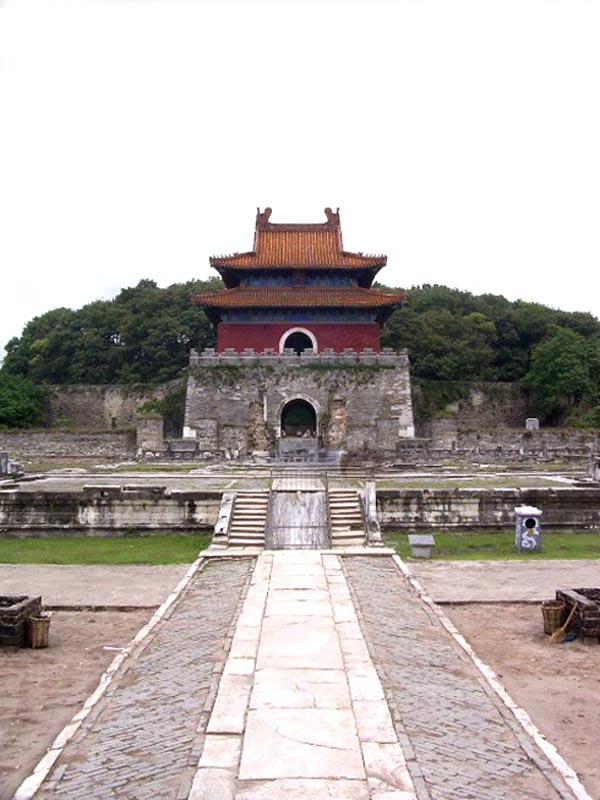
明显陵明楼
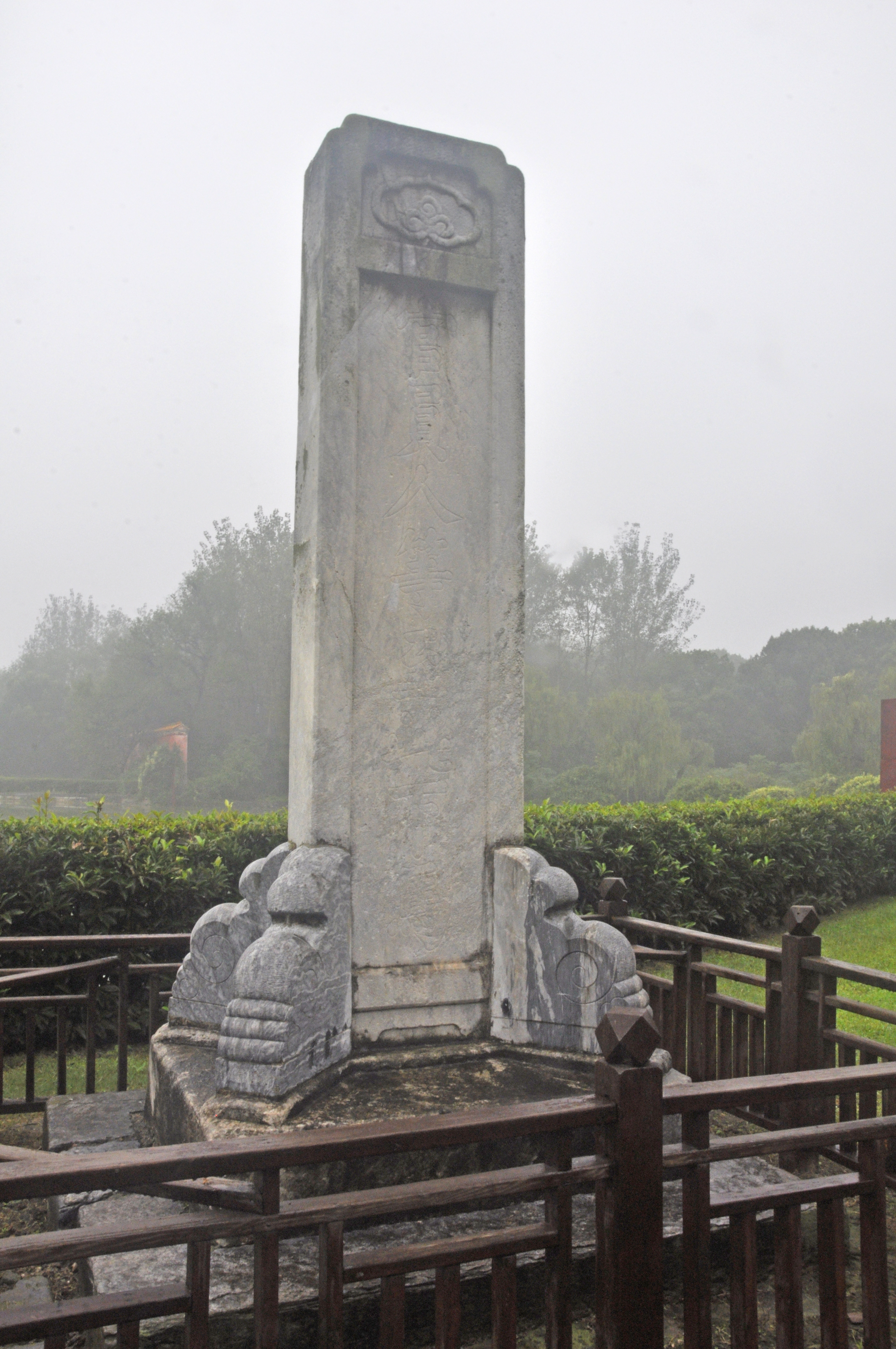
明显陵下马碑
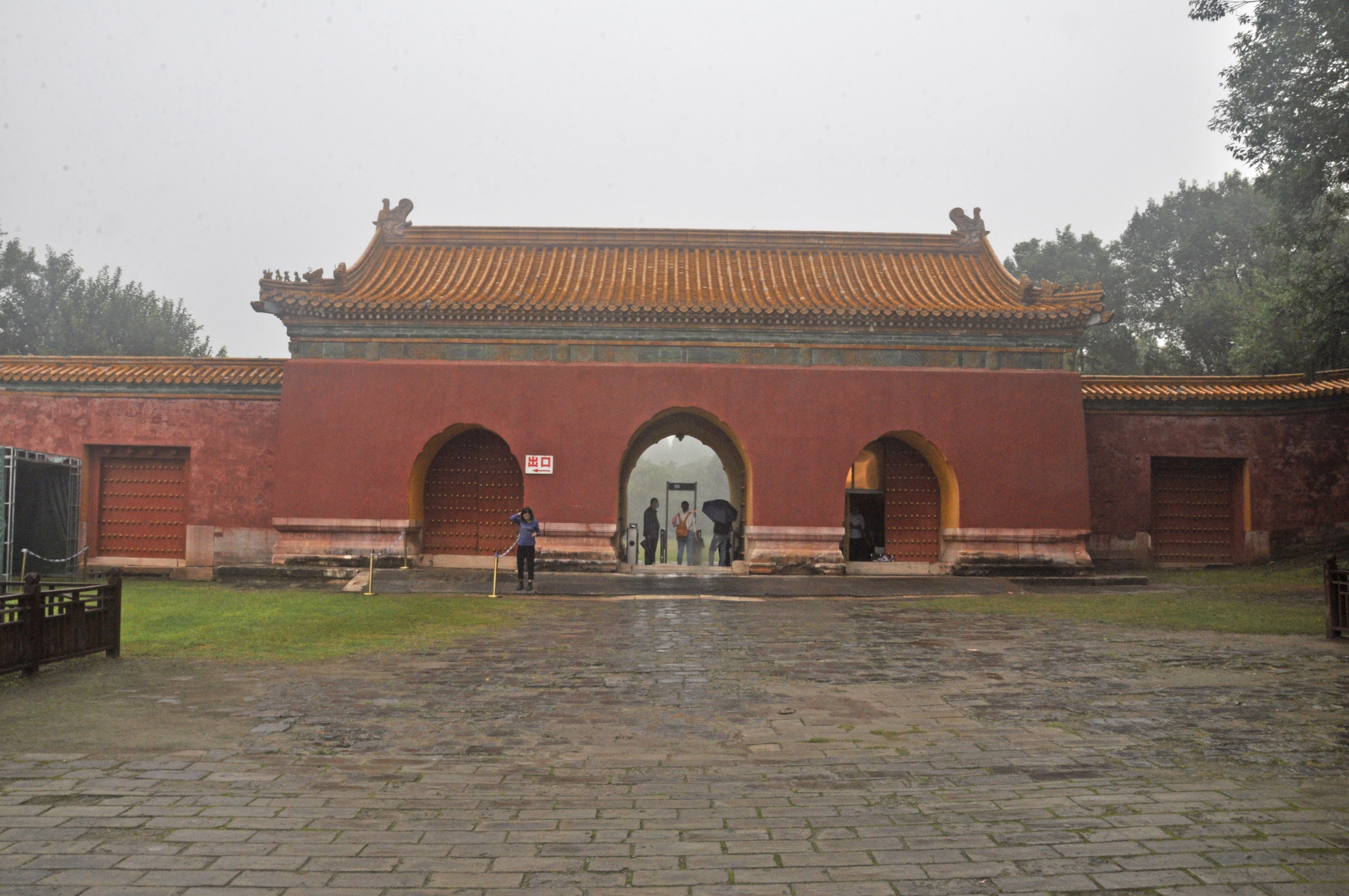
明显陵外红门
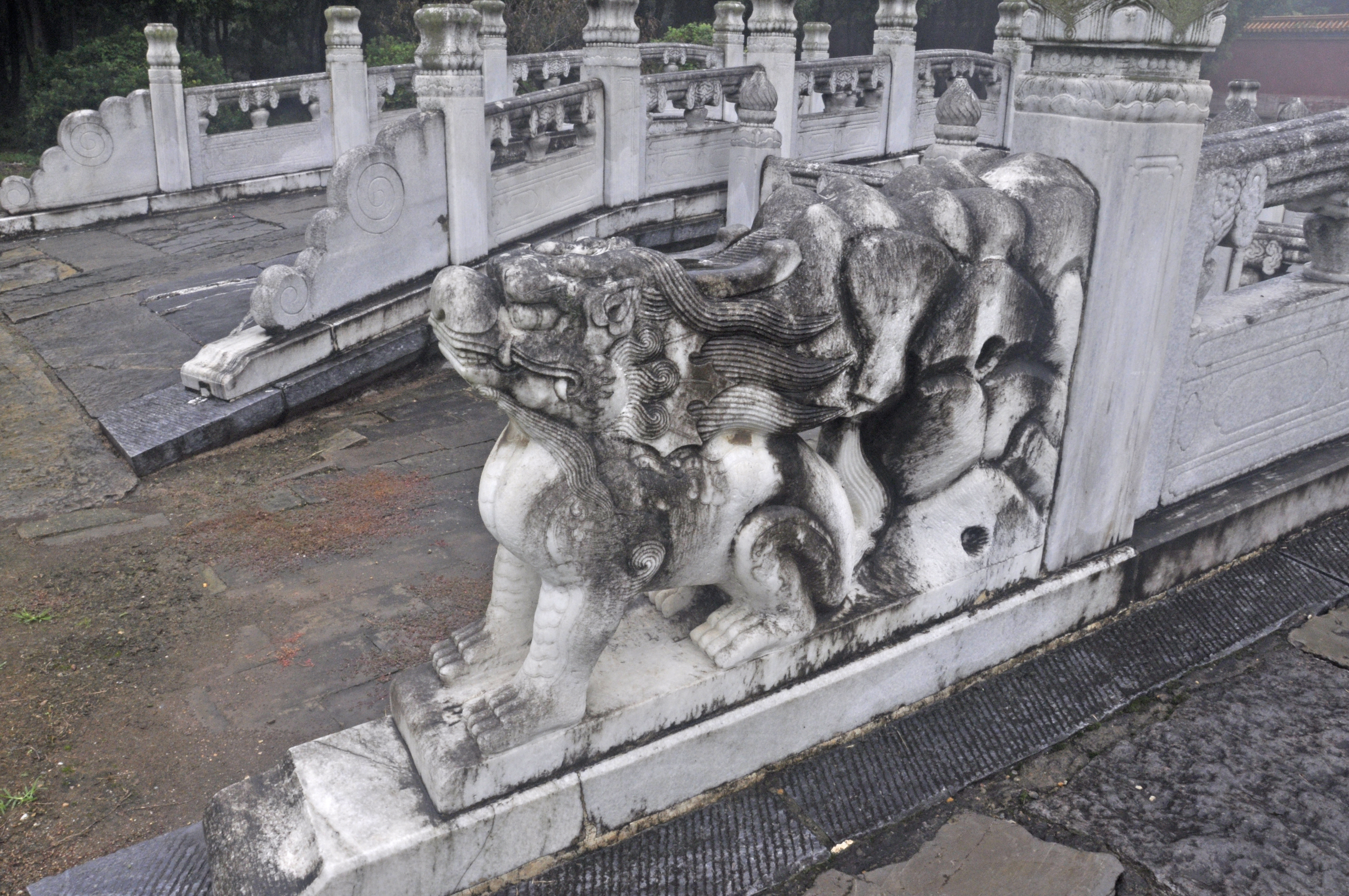
明显陵御河桥栏杆
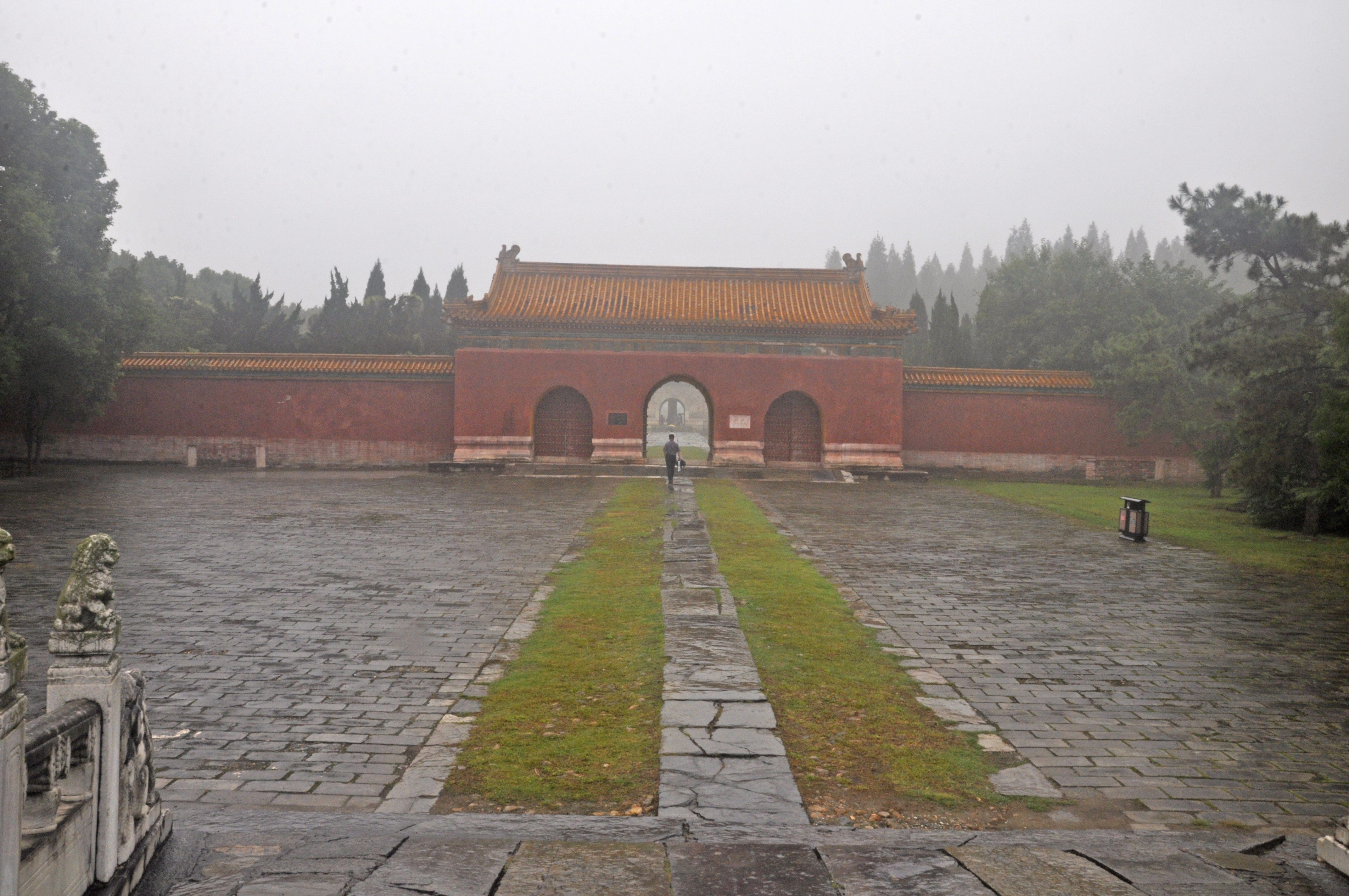
明显陵内红门
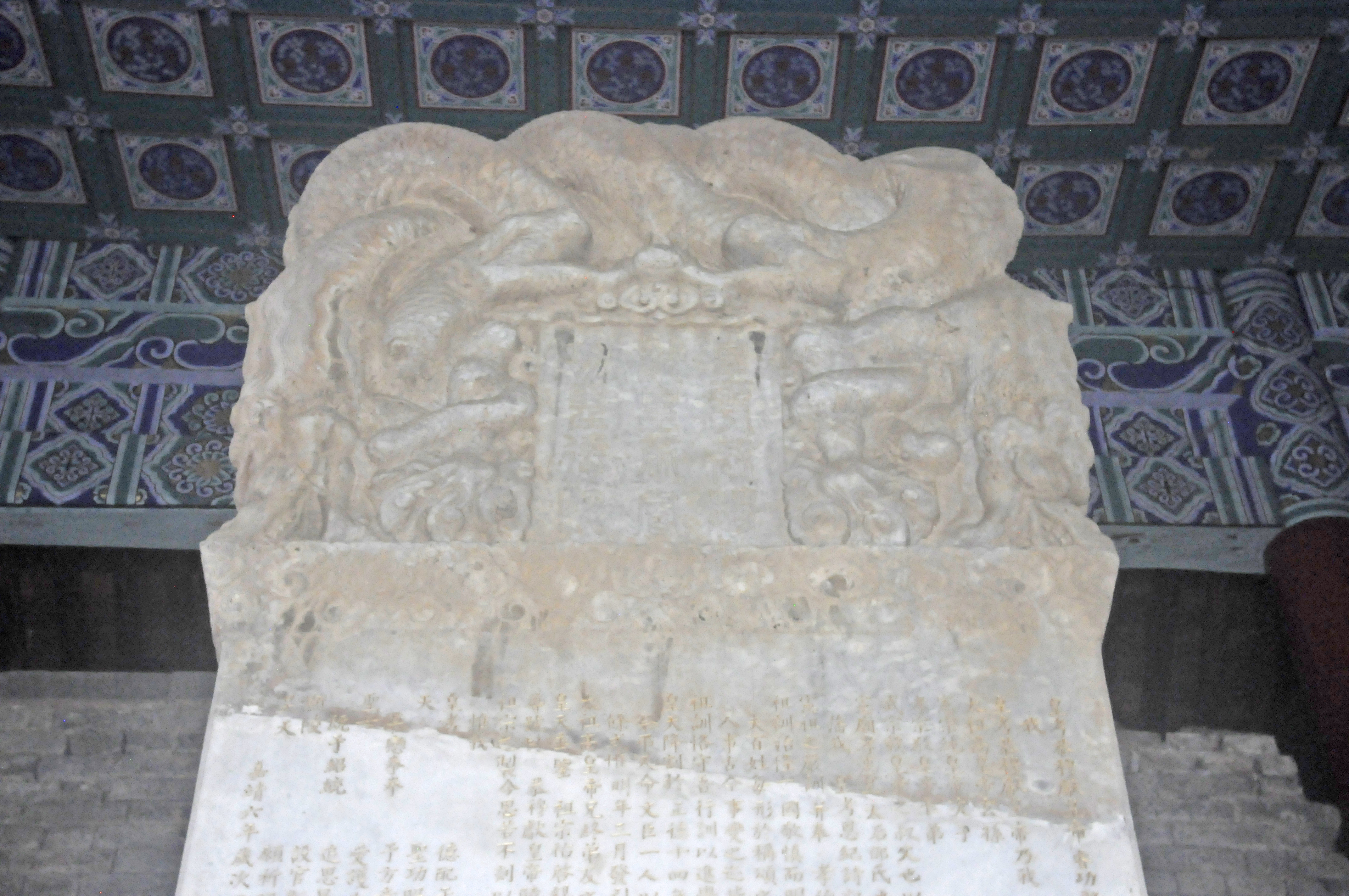
明显陵御制睿功圣德碑碑额
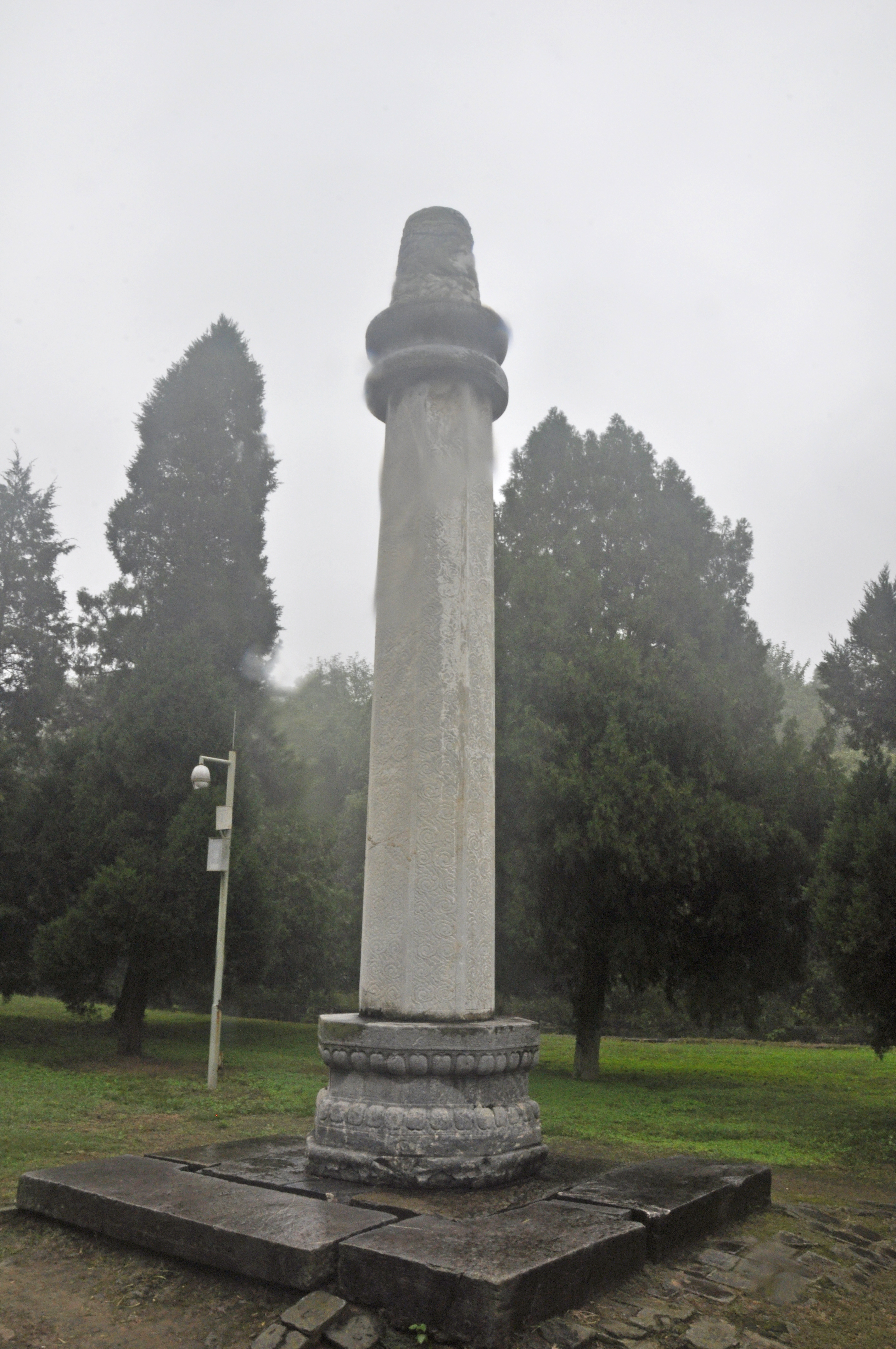
明显陵华表
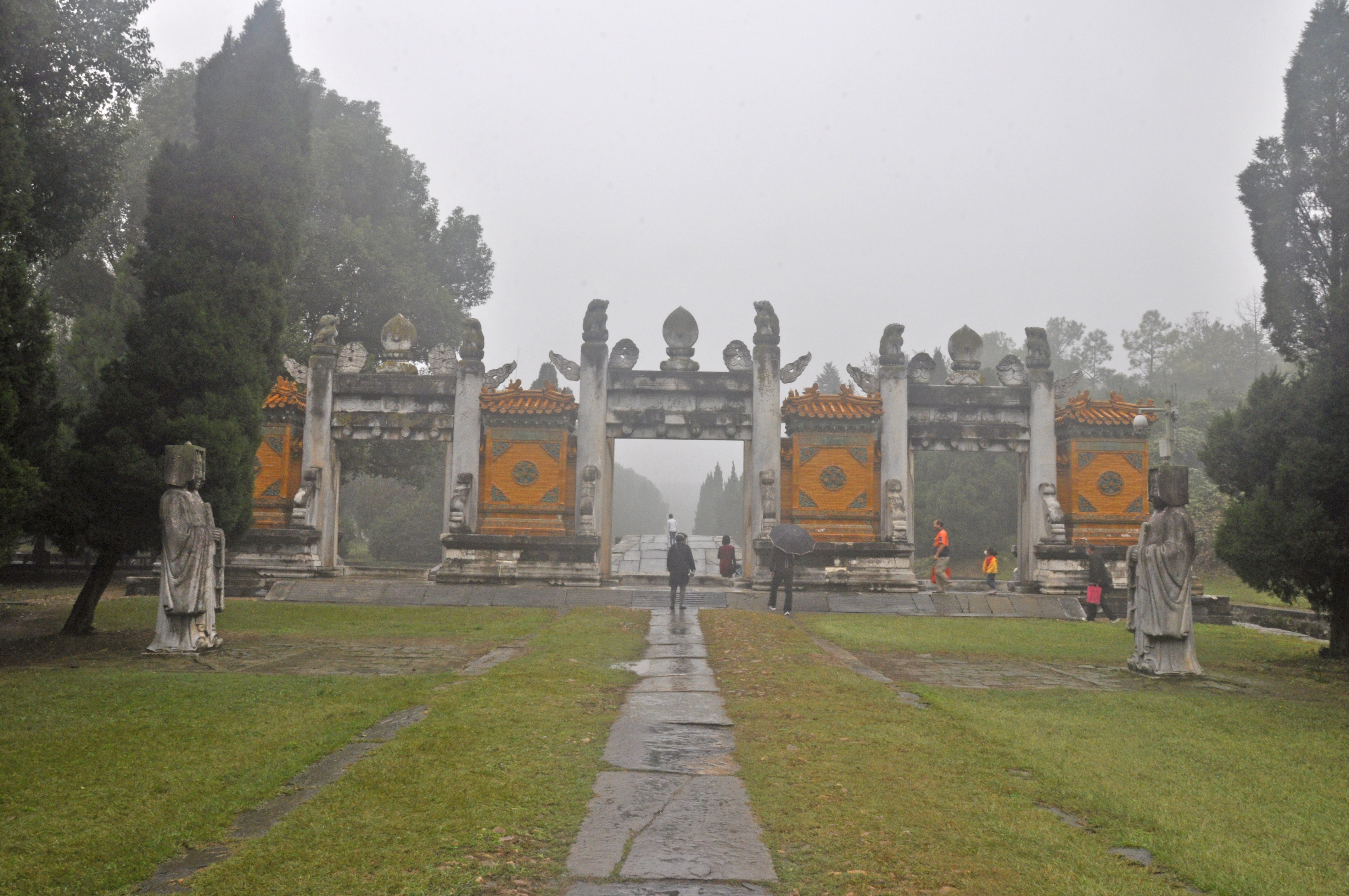
明显陵棱星门
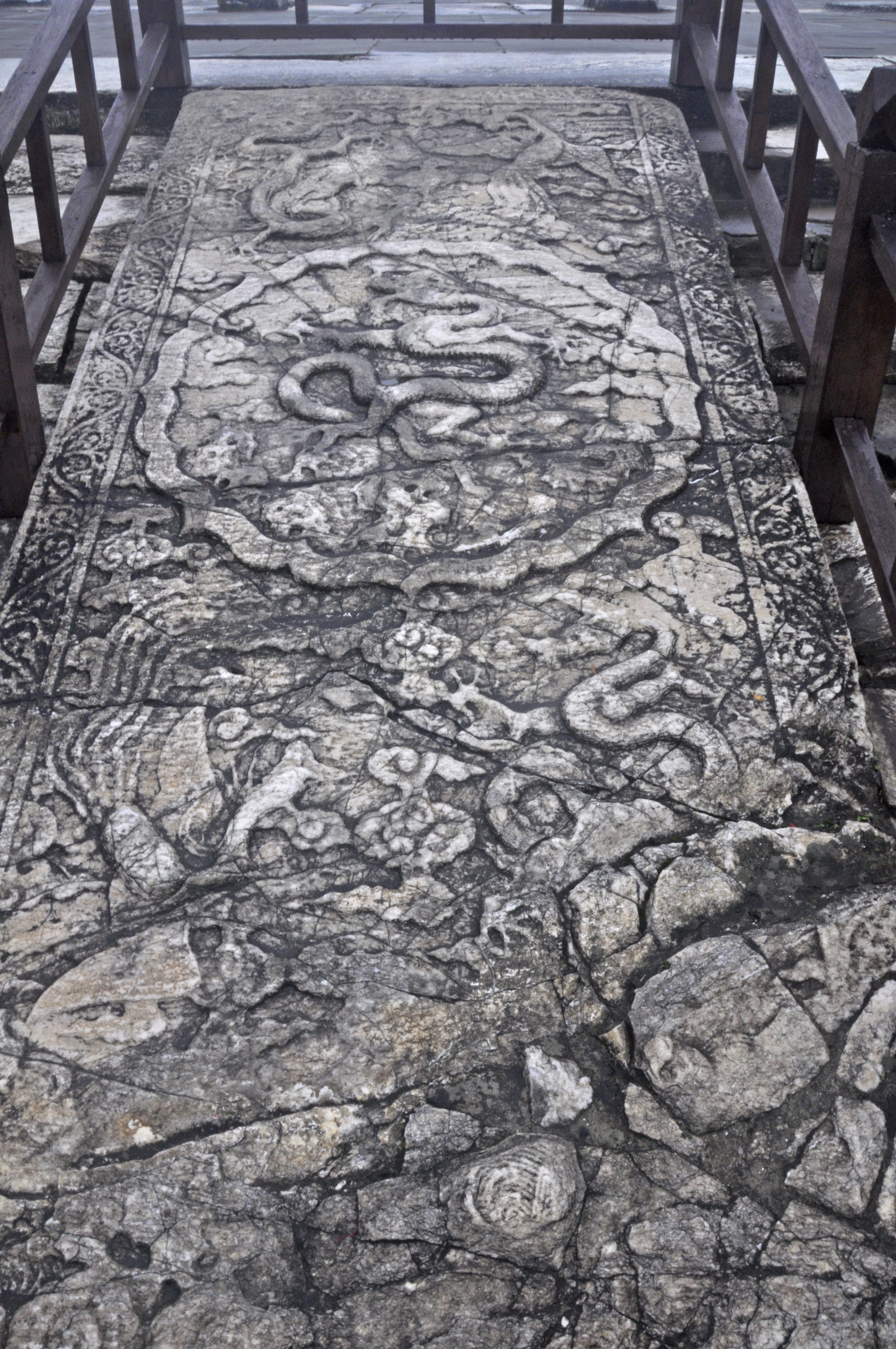
明显陵祾恩门石丹陛
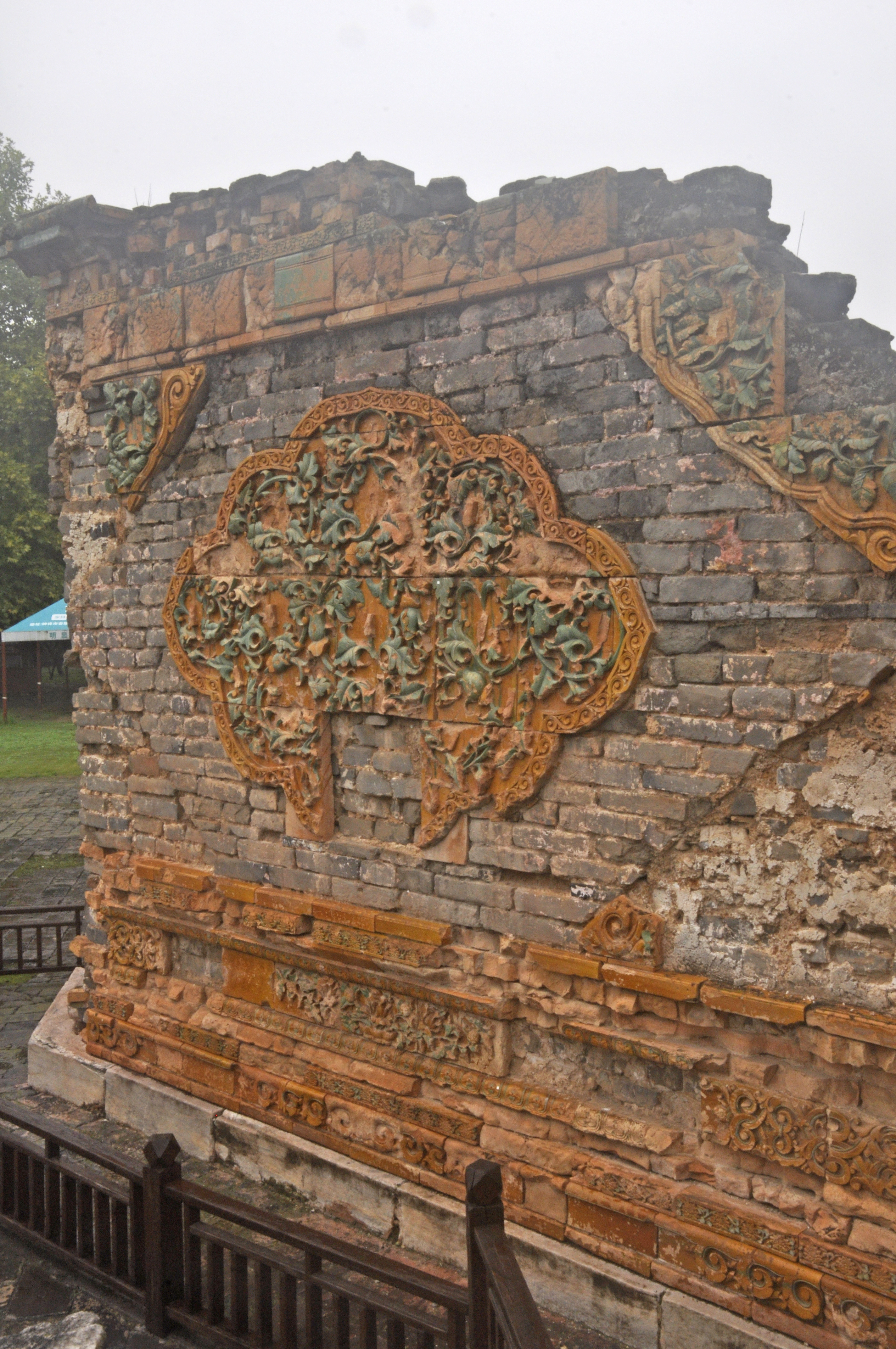
明显陵祾恩门琉璃壁
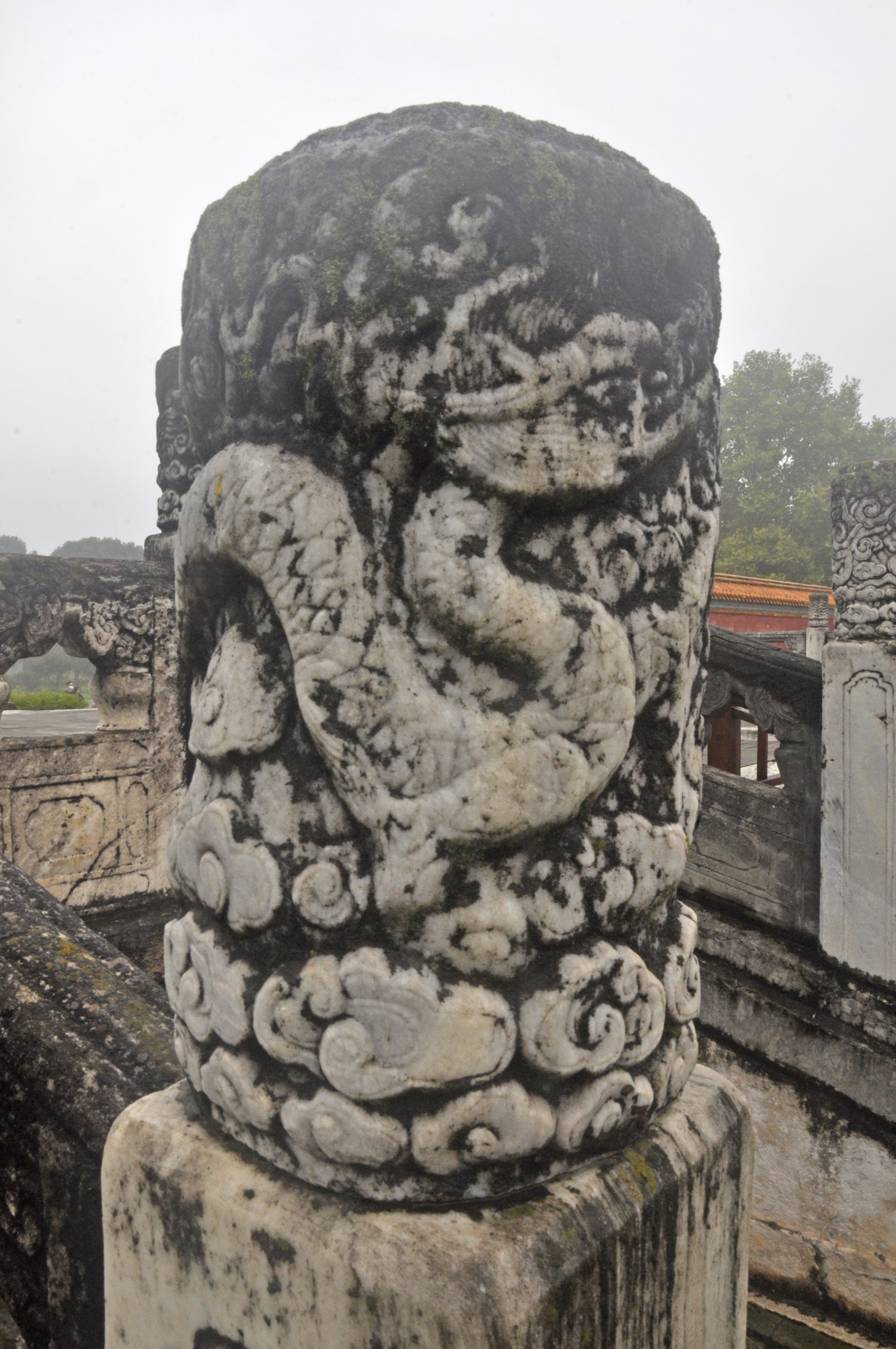
明显陵祾恩门石栏杆柱头
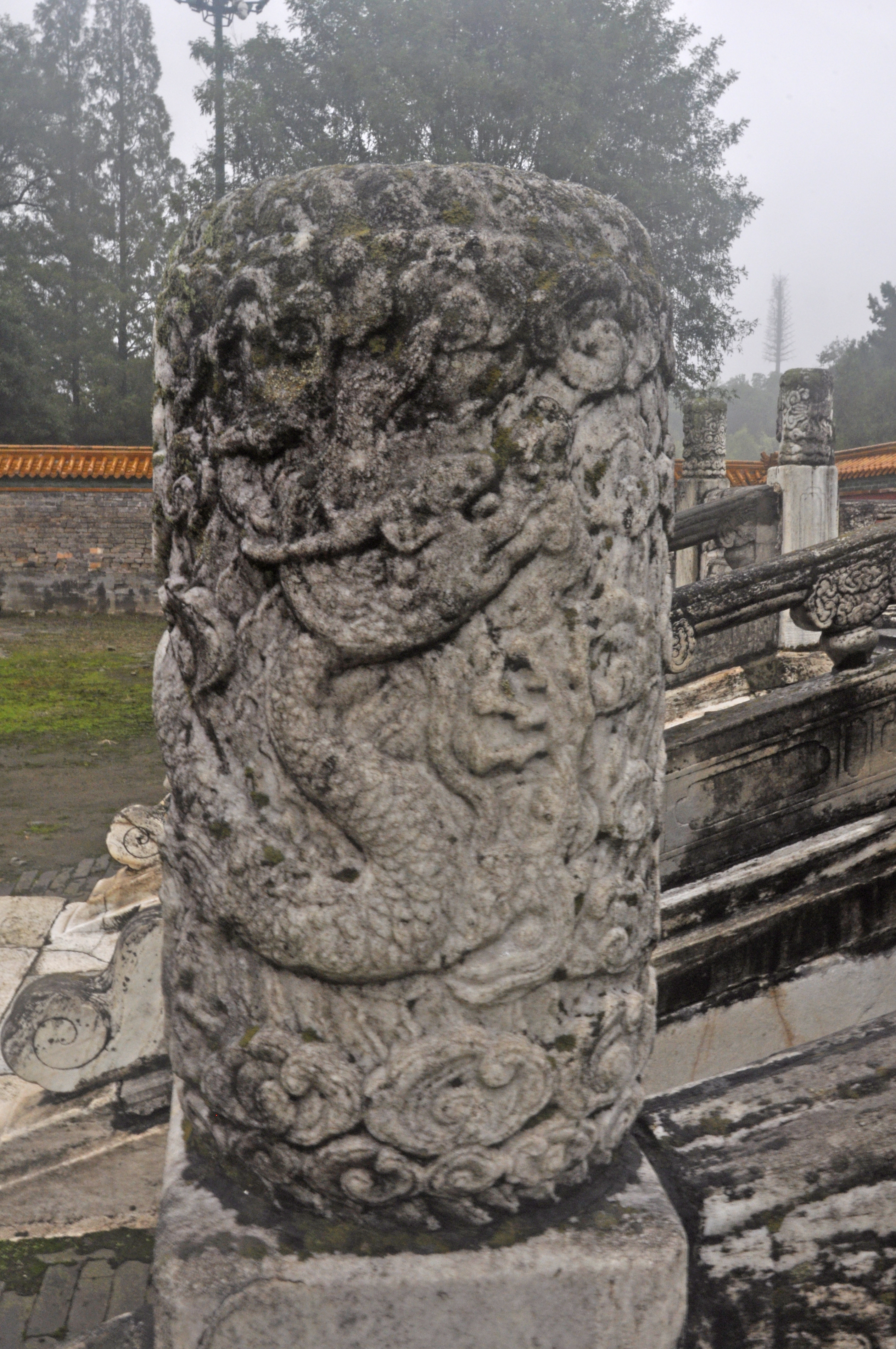
明显陵祾恩门石栏杆柱头
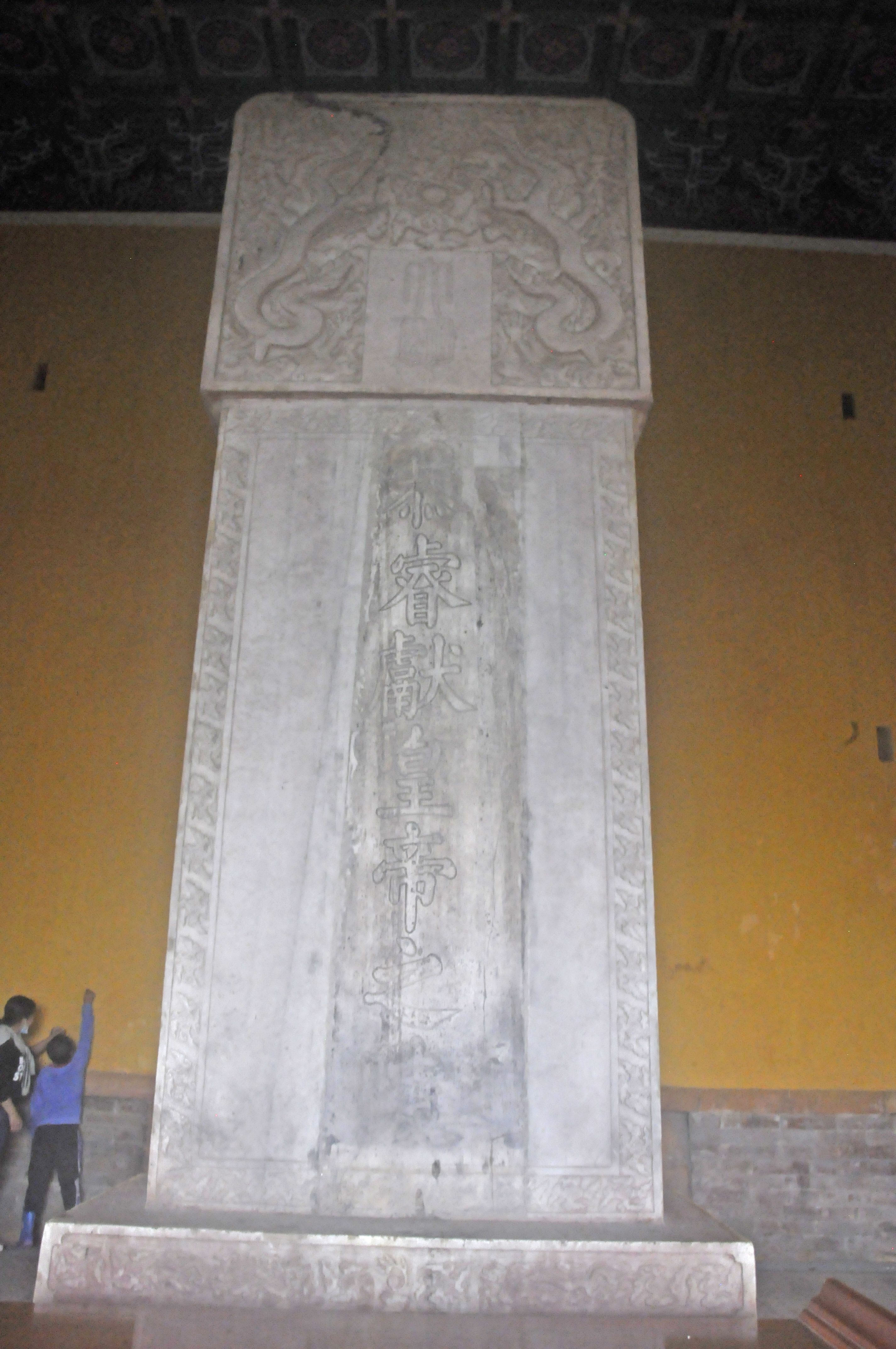
明显陵明楼圣号碑
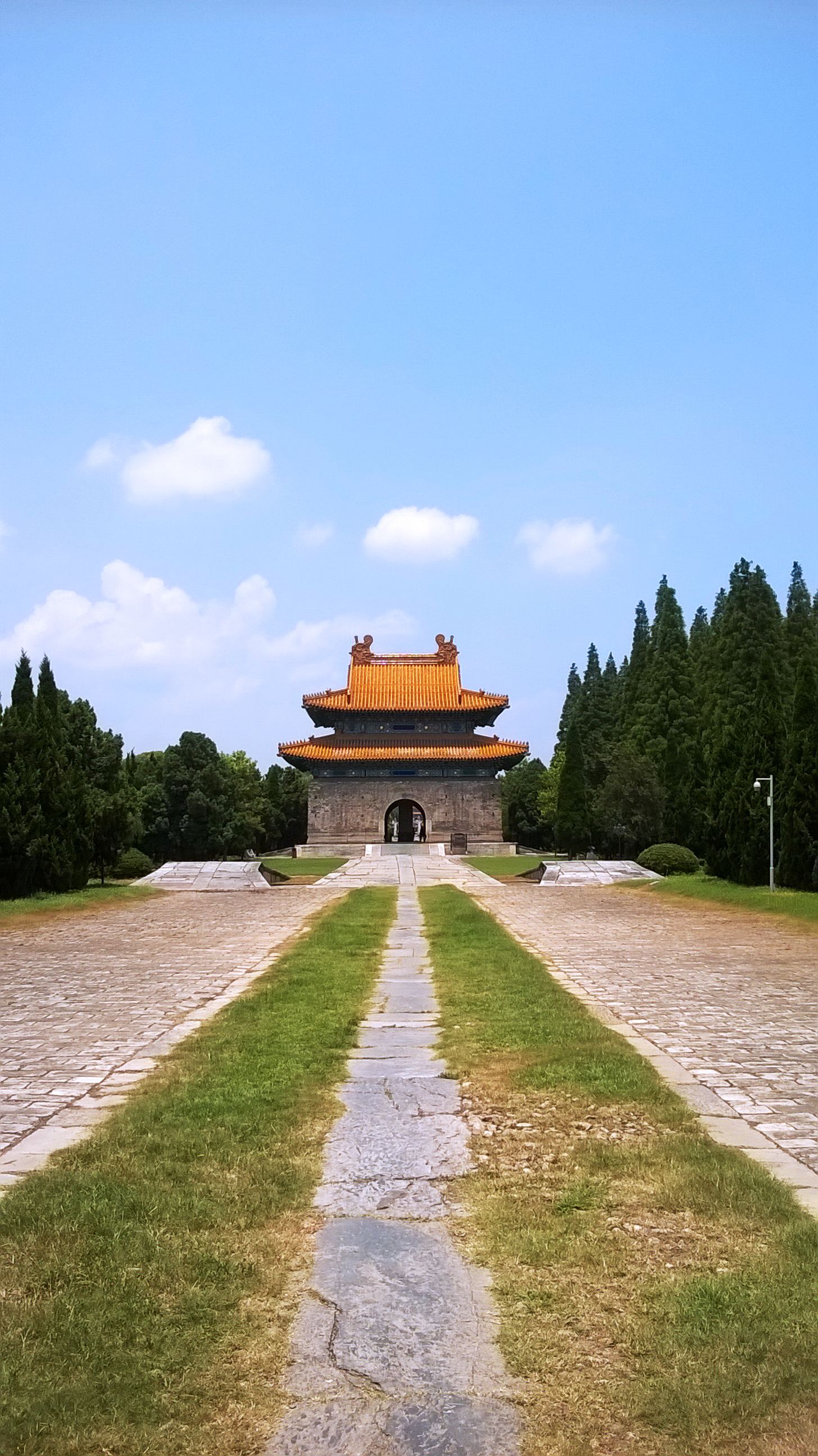
明显陵祾御制睿功圣德碑亭
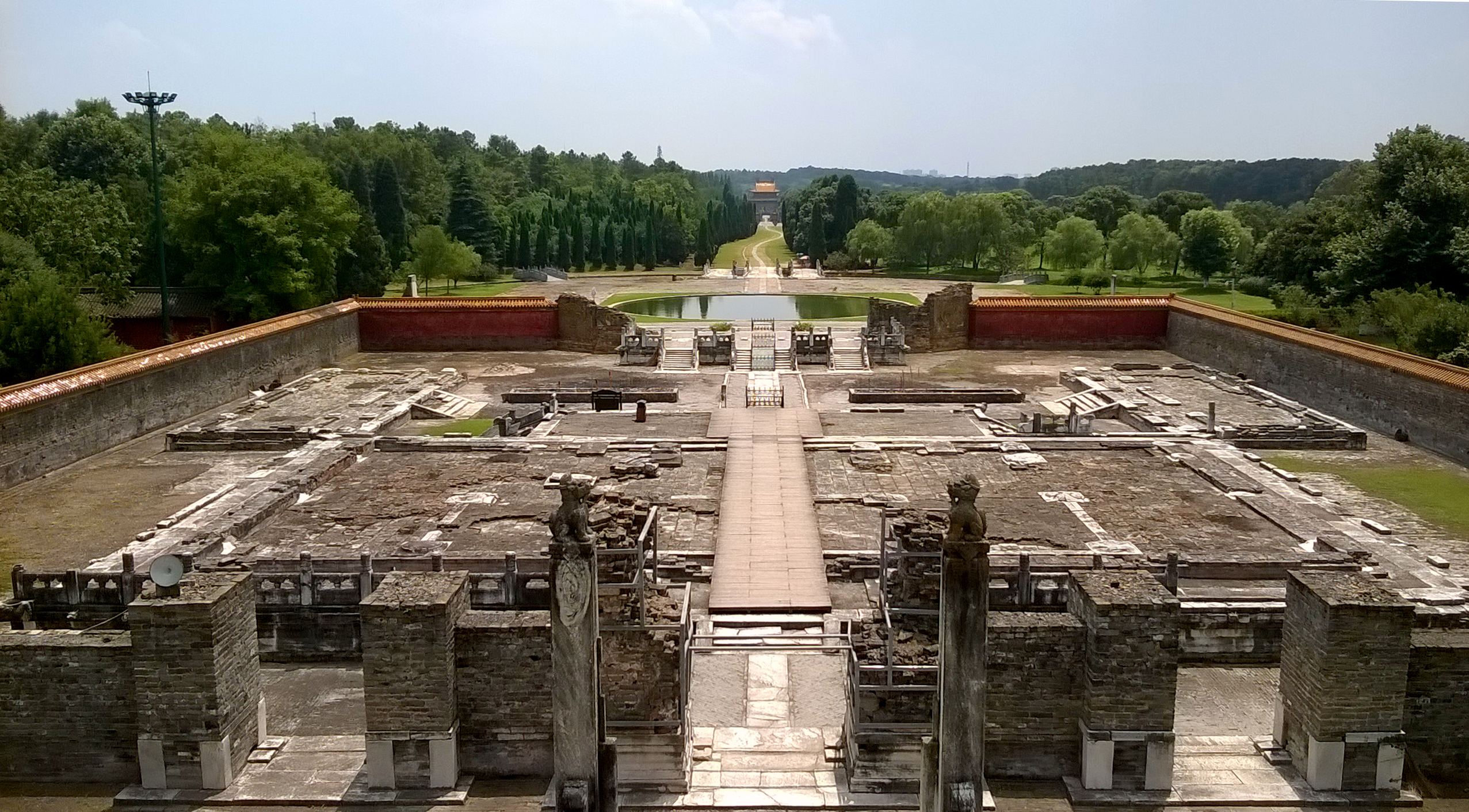
明显陵棱恩殿遗址
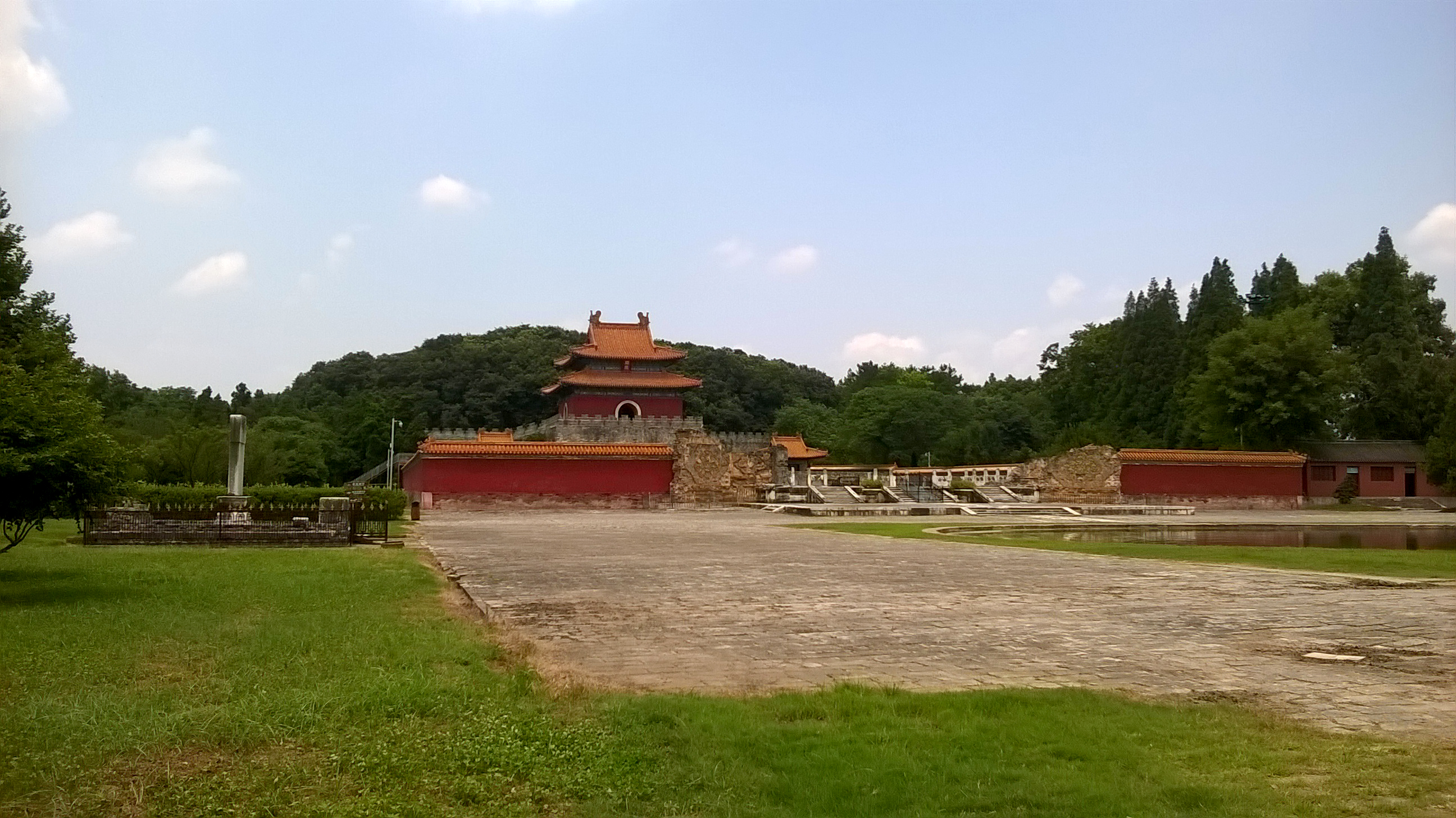
明显陵